# Aqua Globalis
Aqua Globalis ist die Bezeichnung eines Kunstprojekts, das sich künstlerisch, ökologisch, ökonomisch und gesellschaftlich mit dem Thema Wasser und dem Zugang zu sauberem Wasser auseinandersetzt. Es wurde 2010 vom Berliner Künstler Sven Hoffmann initiiert.

## Inhalt
Aqua Globalis ist ein Kunstprojekt, das sich dem Wasser und dem Zugang zu sauberem Wasser widmet. Dazu bedient sich das Projekt verschiedener Herangehensweisen: Künstlerisch, in dem es Wasser zum Kunstobjekt macht und so künstlerisch aufwertet, sozial und ökologisch, in dem weltweit Hilfsorganisationen unterstützt werden, die den Erhalt und Zugang zu sauberem Wasser zum Ziel haben. Das Projekt wurde 2010 vom Berliner Künstler Sven Hoffmann initiiert.
Aqua Globalis ist ein offenes Projekt, an dem sich Künstler, Privatpersonen, aber auch Unternehmen im Rahmen des Corporate Social Responsibility beteiligen.

## Teilprojekte
Aqua Globalis gliedert sich in verschiedene Teilprojekte. Erlöse aller Projekte unterstützen Hilfsorganisationen und NGOs.

### Collecting Liquid Memories
In Collecting Liquid Memories wird Wasser von versiegenden Gewässern gesammelt und archiviert. Der Prozess des Sammelns wird dabei dokumentiert. Als Beispiel dienen der Aralsee in Kasachstan und anderen Anrainerländern, der akut vom Austrocknen betroffen ist, und das Tote Meer zwischen Israel, Jordanien und Palästina. Die aus den Wasserproben entstehenden Kunstwerke werden im Abschluss des Projekts versteigert. Mit dem Erlös werden Organisationen vor Ort unterstützt, die sich dem Erhalt des jeweiligen Gewässers und der Verbesserung seiner Wasserqualität widmen. Das Projekt begann mit dem Toten Meer im Sommer 2014.

### European Coastline
Mitwirkende an Aqua Globalis dokumentieren die europäische Küstenlinie und machen so ihre Veränderung offensichtlich, sei es durch natürliche Prozesse oder durch Eingriffe des Menschen. So zeigt sich, wie sich die Küste und die Küstenlandschaft verändert und wo diese Veränderungen irreversibel sind.

### Liquid Hearts
In Swimming Pools offenbart sich eine der größten Wasserverschwendungen. Das Projekt arbeitet fotografisch und literarisch diese Form der Freizeitkultur auf, verdeutlicht ihre Dimensionen und ihre Kosten.

## Ausstellungen
- "Aqua Globalis" Horizonte Zingst 2014